# S. P. 발라수브라마냠
스리파티 판디타라듈라 발라수브라마냠(Sripathi Panditaradhyula Balasubrahmanyam, 1946년 6월 4일 ~ 2020년 9월 25일)은 인도의 플레이백 가수이다. 텔루구어·타밀어·칸나다어·힌디어 등 4개 이상 언어의 노래를 불렀으며 4만 개 이상의 곡을 녹음했다. 내셔널 필름 어워드를 6번 수상했다.
코로나19 범유행중인 2020년 8월 5일 코로나19 양성 판정을 받아 첸나이의 MGM 헬스케어(MGM Healthcare)로 입원했다. 이후 회복되는 조짐을 보이며 바이러스 검사도 음성이 나오기도 했으나, 9월 25일 합병증으로 사망했다.